# 国家安全信函
国家安全信函（英語：National Security Letter）是美國聯邦政府为國家安全目的而收集信息所签发的行政传票。NSL不需要法官的事先批准。存储通信法、公平信用报告法和财务隐私权法授权美國聯邦政府调阅与经授权的国家安全调查“相关”的信息。根据法律，NSL只能请求非内容信息，例如交易记录和拨打的电话号码，而不能要求通讯或电子邮件的内容。
NSL通常含有禁止披露要求，这通常被称为“gag order”，是为阻止NSL的接收者披露FBI已请求该信息。禁止披露要求必须经过聯邦調查局長授权，并且其须证明“否则可能会对美国的国家安全造成危险，干扰犯罪、反恐或反间谍调查，干扰外交关系，或对任何人的生命或人身安全造成危险。”即便如此，NSL的接收者仍可在联邦法院质询禁止披露要求。
这种禁止披露命令的合宪性一直受到质疑。